# استپانوس آگونتس
استپانوس گیوور آگونتس (ارمنی: Ստեփանոս Գյուվեր Ագոնց (Ամիրա Գրիգորի Ագոնց؛ انگلیسی: Stepanos Acontz زادهٔ ۲۰ نوامبر ۱۷۴۰ - درگذشته ۲۴ ژانویهٔ ۱۸۲۴) ارمنستان‌شناس، الهی‌دان، کاهن, جغرافی‌دان, مورخ تاریخ‌نگار هنر و اسقف اعظم  ارمنی‌تبار بود.

## زندگی‌نامه
وی در ۲۰ نوامبر ۱۷۴؟ در گئورگه به دنیا آمد . وی در  ترانسیلوانی سکونت داشت. وی در ۲۴ ژانویه ۱۸۲۴ در سن سالگی در ونیز St.Lazar isle درگذشت.